# Una serie di sfortunati eventi (serie televisiva)
Una serie di sfortunati eventi (A Series of Unfortunate Events) è una serie televisiva creata da Mark Hudis per Netflix. La serie è basata sull'omonima serie di romanzi scritti da Lemony Snicket.
La serie segue le sfortunate vicende degli orfani Violet, Klaus e Sunny Baudelaire, perseguitati dal loro malvagio tutore, il conte Olaf, disposto a tutto pur di mettere le mani sulla loro eredità. I fratelli Baudelaire dovranno cercare in tutti i modi di sfuggire alle grinfie di Olaf e al tempo stesso scoprire di più sulla misteriosa morte dei loro genitori.

## Trama

### Prima stagione
Violet, Klaus e Sunny Baudelaire sono tre geniali fratelli che hanno appena perso la loro casa, tutti i loro averi e i loro genitori in un terribile incendio. Mr. Poe della Gestione delle Finanze Truffaldine, un uomo piuttosto stupido e incline a smentire e a ignorare i tre Baudelaire, si occupa del testamento dei genitori, che specifica che nel caso capiti loro qualcosa di brutto i bambini dovranno essere cresciuti dal loro parente più prossimo.
Nel frattempo il malvagio pseudo-attore teatrale Conte Olaf, un lontanissimo parente dei Baudelaire che vuole impossessarsi della loro immensa fortuna, convince il signor Poe ad affidarli a lui, reinterpretando a modo suo il testamento. Egli ha tatuato sulla caviglia un occhio dall'apparenza strana e ha al suo seguito una bizzarra compagnia di attori, che si rivelano essere i suoi scagnozzi: "l'uomo con gli uncini", "l'uomo calvo", "le due donne incipriate" e "la creatura di sesso sconosciuto". Appena arrivati alla sua casa semidistrutta e in rovina i Baudelaire diventano testimoni della natura abusiva e malvagia del Conte, che li costringe a eseguire lavori estenuanti e tremendamente esigenti e mente spudoratamente a chiunque chieda della loro situazione. Per ottenere la fortuna dei bambini, inoltre, Olaf decide di inscenare un matrimonio a teatro con Violet, condotto dalla vicina di casa dell'uomo, il Giudice Strauss, molto affezionata ai tre e decisa ad aiutarli in ogni modo ma totalmente ignara del malvagio piano. Mentre tutta la città assiste allo spettacolo le intenzioni del Conte vengono svelate da Klaus, e il matrimonio salta come l'inganno dello spregevole uomo. Il banchiere allora capisce che i bambini non sarebbero mai dovuti essere affidati a Olaf, e sotto gli occhi tristi del giudice li porta dal loro prossimo tutore.
Il secondo tutore a cui vengono affidati i fratelli Baudelaire è l'erpetologo Montgomery Montgomery, detto Monty, che vive in una grande villa con una stanza dedicata alla sua più grande passione: i serpenti e i loro veleni. Anche lui, stranamente, ha lo stesso tatuaggio a forma di occhio sulla caviglia. Alla casa dello scienziato, però, si presenta Olaf, che si finge un erpetologo italiano di nome Stephano, il nuovo assistente di Monty, il quale sospetta unicamente che possa essere una spia dei suoi rivali. I fratelli e il loro tutore vanno a vedere un assurdo film al cinema, che in realtà serve unicamente a trasmettere un messaggio segreto a Monty da parte di suoi alleati, che gli comunicano di partire con i tre per il Perù. Quella notte tuttavia Stephano uccide l'erpetologo e incolpa dell'accaduto la Vipera Incredibilmente Letale (in realtà un biscione totalmente innocuo e amante dei bambini, nome datogli da Monty per fare un elaborato scherzo ai colleghi erpetologi), la sua ultima scoperta. I bambini dicono tutto al signor Poe, che però non crede a ciò che dicono, ma dopo aver visto il tatuaggio sulla caviglia del Conte e scoperto il suo omicidio si convince a trasferirli di nuovo dopo la fuga dell'uomo.
Il banchiere li porta allora dal terzo tutore, la signora Josephine Anwhistle, una loro zia che vive in una casa traballante sull'orlo di un precipizio sul Lago Lacrimoso. Josephine viveva con suo marito, Ike, con cui condivideva la sua più grande passione e ragione di vita, la grammatica; Ike tuttavia morì in seguito a un attacco delle Mignatte Magnose che vivono nel Lago Lacrimoso, poiché non aveva aspettato un'ora dopo mangiato per fare il bagno. Josephine, un tempo fiera e formidabile, è ora una donna piena di timori e paure irrazionali, ma i bambini si affezionano subito a lei. Ella rivela loro che lei e suo marito, insieme ai genitori dei bambini, faceva parte di un gruppo segreto che sviluppava codici. Un giorno la zia torna a casa insieme a un uomo, il capitano Julio Sherme, che altri non è che il Conte Olaf nuovamente travestito. Josephine ovviamente non è a conoscenza di ciò, ma quando lo viene sapere, proprio da lui, scrive una lettera con molti errori grammaticali, lancia una statua giù dalla scogliera rompendo la finestra e scende facendo finta di essere morta, per poi scappare in una delle grotte lungo il Lago. Saputa la sua "morte", Olaf e i Baudelaire incontrano il signor Poe al ristorante "Ridi Pagliaccio" per discutere l'adozione dei tre da parte del Conte, ma i fratelli riescono a fuggire grazie all'aiuto di Larry il cameriere, in realtà membro della società segreta che Josephine aveva menzionato. Klaus scopre che negli errori della lettera si nasconde un messaggio segreto e raggiungono la zia in barca durante un tremendo uragano, che oltretutto distrugge anche la casa. Quando giungono alla grotta leggono il cartello "in vendita", e, sapendo che Josephine aveva paura degli agenti immobiliari, la convincono ad andarsene in barca. Vengono però assaliti da un'orda di Mignatte Magnose, poiché poco prima Josephine aveva mangiato una banana; chiedono aiuto e una barca li salva ma solo apparentemente, perché a capo del traghetto vi sono il vile Conte Olaf e tutta la sua troupe, che spingono Josephine in mare uccidendola. Tornando in città incontrano il signor Poe, che finalmente ha capito la vera identità del Conte ma se lo lascia sfuggire di nuovo.
I Baudelaire scappano nella vecchia segheria di Meschinopoli, dove i genitori dei fratelli, Josephine, Ike e Monty si riunivano spesso e la loro società di volontari aveva un quartier generale. L'intera città è bruciata in un incendio, tranne la segheria Ciocco Fortunato e il quartier generale, oggi sede dell'optometrista Georgina Orwell, vecchia fiamma di Olaf, che ella assume come "segretaria" sotto falso nome di Shirley st. Ives per ottenere i Baudelaire. I Baudelaire non sono visti di buon occhio in città, poiché incolpati di averle dato fuoco, e nonostante le misere condizioni di lavoro nessuno degli operai si lamenta, poiché ipnotizzati da Georgina, che si occupa realmente di ipnotismo. Violet, Sunny e Klaus vengono costretti a lavorare nella segheria e quest'ultimo rimane invischiato nel piano di Olaf, che cerca di far causare incidenti nella segheria, ma all'ultimo sia lui che gli altri operai vengono liberati dal loro stato di trance e Georgina muore gettata in una fornace. Raggiunti nuovamente i ragazzi, il signor Poe (che non crede minimamente alle parole del trio) si decide a trasferirli nuovamente, mentre i tre scoprono che i genitori sono innocenti e anzi hanno aiutato a spegnere l'incendio che ha devastato la città. La stagione finisce con un numero musicale, in cui vengono preannunciate le nuove sventure dei Baudelaire.
In ogni episodio della stagione ci sono inoltre dei brevi segmenti dedicati alla fuga da una prigione e il ritorno a casa di una coppia sposata, lasciata sottintendere essere i coniugi Baudelaire sopravvissuti in qualche modo all'incendio che ha distrutto la loro abitazione: nel penultimo episodio, tuttavia, si scoprono essere i genitori dei Pantano, un altro trio di fratelli solo all'apparenza più "fortunati" dei protagonisti.

### Seconda Stagione
Il signor Poe porta i Baudelaire alla Prufrock Preparatory School, comandata dal vicepreside Nero, perché non c'erano altri tutori disponibili. Lì incontrano Carmelita Ghette, una bambina cattiva e fastidiosa, ma a detta di Olaf "adorabile", che li prende in giro per la loro natura orfana, i fratelli Duncan e Isadora Pantano, orfani come loro, che hanno perso il loro terzo gemello Quigley nell'incendio che distrusse la loro casa, e la bibliotecaria Olivia Caliban, una donna amorevole e che aiuta i Baudelaire e i Pantano in tutto quello che può fare. Grazie all'aiuto di Jacquelyn Larry riesce ad arrivare all'accademia e ad aiutare i bambini. Olaf, però, arriva alla scuola travestito come l'allenatore Ghenghins e nessuno lo riconosce tranne i tre orfani. Dopo essere stato smascherato fugge insieme ai suoi scagnozzi portando con sé i Pantano.
Due nuovi tutori si rendono disponibili a prendere con loro i Baudelaire: Jerome e Esmé Gigi Geniveve Squalor, che vivono al 667 di Viale Oscuro, e sono il sesto consulente finanziario più importante della città. Entrambi sono ossessionati da ciò che è IN e ciò che è OUT, ma Esmé si rivela essere cattiva, essendo la fidanzata del conte Olaf, il quale è travestito da Gunther. Ella è ossessionata dalla ricerca di una zuccheriera, che sostiene le sia stata rubata da Beatrice. Nel frattempo Olivia, arruolatasi nei V.F., incontra Jacques Snicket e insieme vanno alla ricerca dei fratelli Pantano e dei Baudelaire. Esmé, per conto di Olaf, getta i fratelli nella tromba dell'ascensore, dove incontrano i Pantano.
Quando però riescono a scappare i Pantano vengono rapiti di nuovo e il signor Poe porta i bambini al Villaggio dei Fanatici, detto V.F., dove ritrovano i Pantano, che riescono a fuggire a bordo di una casa autonoma ad aria. Lì Olivia e Jacques catturano il Conte Olaf ed Esmé, nei panni rispettivamente dell'agente Du Pain e dell'agente Luciana, ma Jacques viene ucciso da Olaf, spacciandosi poi per lui stesso, così da fare credere al mondo che il conte sia morto per mano dei Baudelaire.
Essi scappano fino a quando arrivano all'ospedale Heimlich, dove il conte Olaf si traveste da dottore con l'intento di decapitare Violet. Nell'ospedale c'è un archivio immenso, in cui i bambini trovano un file detto "File Snicket", in cui Jacques Snicket afferma che potrebbe esserci un superstite all'incendio, e i bambini pensano subito ai loro genitori. Dentro una stanza, nascosta da un panno, è nascosta la zuccheriera, che viene presa da Madame Lulu. L'ospedale va a fuoco e i bambini si rifugiano nell'entroterra.
Lì i Baudelaire giungono al Carosello Caligari, un parco divertimenti caduto in disgrazia, ma che in realtà era usato dai V.F. come base segreta. Nelle tende vivono Colette, Hugo e Kevin, tre fenomeni da baraccone, e Madame Lulu, che altri non è che Olivia, che ha seguito i fratelli Baudelaire e ha preso il posto della precedente Madame Lulu, che doveva proteggere la zuccheriera. Olaf, Esmé e i loro scagnozzi giungono al carosello e dopo avere tentato di riportare turismo al circo decidono di tentare con un'attrazione mortale, la fossa dei leoni. I bambini si travestono da fenomeni e apprendono molte cose sui V.F.; Olaf, dopo avere cercato di buttare i bambini nella fossa, vi fa cadere Olivia uccidendola. Dopo avere dato fuoco al carosello Violet e Klaus rimangono imprigionati dentro una roulotte, mentre Olaf scappa con Sunny.

### Terza stagione
Dopo essere sopravvissuti alla discesa Violet e Klaus si recano sui Monti di Manomorta, dove una volta c'era il quartier generale dei V.F., ma ora è stato incendiato dall'Uomo senza capelli ma con la barba e dalla Donna con i capelli ma senza barba, che si rivelano essere i genitori adottivi di Olaf. Quest'ultimo è sui monti opposti al quartier generale insieme a Sunny. Sulla montagna Kit Snicket sta scappando dai piromani mentre cerca di nascondere la zuccheriera, e si rivela essere la precedente Madame Lulu. Nel frattempo Violet e Klaus incontrano Carmelita Ghette, in vacanza con gli scout delle nevi, di cui fa parte il sopravvissuto all'incendio di cui parlava Jacques Snicket: Quigley Pantano. I tre riescono a salvare Sunny, ma vengono colti di sorpresa dai piromani, che rapiscono tutti gli scout delle nevi tranne Carmelita, che viene adottata da Olaf ed Esmé.
Dopo essere scivolati giù dalla scarpata i fratelli Baudelaire finiscono nell'oceano, dove incontrano il sommergibile di Capitan Controsenso, il Quequeeg, ora guidato dalla sua figliastra Fiona, una Micologa che studia i funghi. Ella fa parte dei V.F. ed è alla ricerca della zuccheriera persa da Kit. Nel frattempo tutti gli scagnozzi di Olaf, tranne Uncino, lo hanno abbandonato, perciò Olaf, Esmé, Carmelita e Uncino attraccano con il loro sottomarino i Baudelaire, che sono obbligati ad andare in mare dopo un'ipotetica posizione della zuccheriera. Essi perciò si immergono nell'antro della Gorgone, nei sotterranei dell'acquario del marito di zia Josephine, Ike, e di suo fratello, Gregory. In questa grotta detta Atro Antro della Gorgone cresce un fungo velenoso detto Mycellium Medusoide. Lì incontrano Quigley, mandato da Kit a prendere la zuccheriera, ma il fungo si manifesta e Sunny viene infettata, così sono costretti a dirsi addio e a ritrovarsi poi nell'ultimo posto sicuro. Intanto Fiona si ricongiunge con suo fratello, Fernald, ovvero Uncino, e Sunny guarisce grazie all'intervento dei fratelli. Fiona si unisce alla troupe di Olaf per salvare suo fratello, che stava per essere ucciso dal Conte per la sua infedeltà. Fiona dà a Olaf il Casco di Sunny, con dentro il Mycelium Medusoide, opportunamente chiuso. Il Conte dice alla micologa di chiudere i Baudelaire nella gattabuia del Carmelita, ma li porta invece a bordo del Quequeeg, permettondigli di scappare. Qui, Fiona bacia per l'ultima volta Klaus, che è sempre stato innamorato di lei, e poi torna da Olaf, così che i Baudelaire possano andarsene.
I Baudelaire attraccano su spiaggia salmastra, dove incontrano Kit e vanno nell'ultimo posto sicuro, l'Hotel Climax, gestito dai Trigemini Frank, Ernest e Dewey Climax, quest'ultimo fidanzato e padre del figlio che Kit aspetta. Lì si riuniscono molti personaggi già conosciuti, come Jerome, il vicepreside Nero, Babs, il signor Poe, tutti chiamati da una misteriosa figura firmatosi J.S., ovvero il Giudice Strauss, che ha deciso di condannare il conte Olaf e salvare i bambini. I quattro, però, dopo un incidente con un fucile da pesca, uccidono Dewey. I piani di Olaf, dunque vanno a rotoli, a causa dei piromani, che si travestono da giudici dell'alta corte.
Qui veniamo a conoscenza della storia della zuccheriera: quest'ultima era la zuccheriera del set da tè di Esmé, che venne rubata una notte a teatro da Beatrice e Lemony, mentre erano tutti insieme con Kit e Olaf, al tempo fidanzati. Dopo il furto Esmé sfida Beatrice a un duello con dardi avvelenati, ma quando Beatrice tira il suo colpisce per sbaglio il padre di Olaf, giunto nel mezzo della situazione per puro caso. Così il conte giura di distruggere Beatrice e la sua felicità.
Sunny, nel frattempo, consiglia a Olaf di appiccare un incendio nell'Hotel, e lui accetta dopo avere capito che non avrà mai la zuccheriera o la sua vendetta, e parte in barca con i Baudelaire.
I quattro, dopo un naufragio, approdano su un'isola in cui abita una popolazione strana, perennemente allegra a causa del cordiale al cocco che il sovrano, Ishmael, fa bere loro. Lì i Baudelaire scoprono che i loro genitori erano arrivati sulla stessa isola anni prima, e avevano vissuto lì fino alla nascita di Violet. Ishmael, d'altronde, era il preside della Prufrock Prep, e faceva parte dei V.F.
Il giorno dopo, dopo una tempesta, Kit naufraga sulla stessa isola, sul punto di partorire, ma è stata infettata dal Mycellium Medusoide, così Olaf si traveste da Kit e cerca di farsi passare per lei, ma stranamente nessuno gli crede, e Ishmael gli spara sul finto pancione, inconsapevole di avere così liberato le spore del fungo mortale. I tre bambini vengono infettati, e scoprono da Kit la verità sul contenuto della zuccheriera: zucchero, o meglio un ibrido con il rafano, l'unica cura per il fungo.
I bambini vanno allora nella casetta dei genitori, sul punto di morire, ma non trovano niente che abbia a che fare con il rafano, così la Vipera Incredibilmente Letale, naufragata sull'isola, fa mangiare ai Baudelaire una mela, coltivata dai genitori, che era incrociata con il rafano, e i tre guariscono. Danno la mela a Olaf, così che lui possa aiutare Kit; lui la porta a riva e dopo averle recitato dei commoventi versi poetici spira vicino alla sua amata. Violet, Klaus e Sunny, sconcertati, si ritrovano a piangere per l'uomo che li aveva fatti così soffrire. Kit poco dopo partorisce una bambina, che chiama Beatrice, e muore. I bambini e Beatrice passano un anno sull'isola e poi decidono di tornare nella civiltà.
Anni dopo Lemony Snicket riceve una lettera da una certa Beatrice e la incontra in un bar, dove ella si presenta come Beatrice Baudelaire II, sua nipote, la figlia di Kit ormai cresciuta, e narra a lui la storia dei tre coraggiosi, seppur sfortunati, fratelli Violet, Klaus e Sunny Baudelaire.

## Episodi
| Stagione         | Episodi | Pubblicazione USA | Pubblicazione Italia |
| ---------------- | ------- | ----------------- | -------------------- |
| Prima stagione   | 8       | 2017              | 2017                 |
| Seconda stagione | 10      | 2018              | 2018                 |
| Terza stagione   | 7       | 2019              | 2019                 |

## Personaggi e interpreti

### Principali
- Conte Olaf (stagione 1-3), interpretato da Neil Patrick Harris, doppiato da Nanni Baldini.
- Lemony Snicket (stagione 1-3), interpretato da Patrick Warburton, doppiato da Massimo Bitossi.
- Violet Baudelaire (stagione 1-3), interpretata da Malina Weissman doppiata da Agnese Marteddu.
- Klaus Baudelaire (stagione 1-3), interpretato da Louis Hynes, doppiato da Lorenzo Crisci.
- Sig. Arthur Poe (stagione 1-3), interpretato da K. Todd Freeman, doppiato da Alberto Bognanni.
- Sunny Baudelaire (stagione 1-3), interpretata da Presley Smith, doppiata in originale da Tara Strong, e da Valeria Vidali in italiano.
- Isadora Pantano (guest stagione 1, stagione 2-3), interpretata da Avi Lake, doppiata da Olivia Costantini.
- Duncan Pantano (guest stagione 1, stagione 2-3) e Quigley Pantano (guest stagione 1, stagione 3), interpretati da Dylan Kingwell, doppiati da Andrea Di Maggio nella parte di Duncan, e da Leonardo Della Bianca nella parte di Quigley.

### Ricorrenti
- Padre / Sig. Pantano (stagione 1), interpretato da Will Arnett, doppiato da Danilo Di Martino.
- Madre / Sig.ra Pantano (stagione 1), interpretata da Cobie Smulders, doppiata da Irene Di Valmo.
- Fernald Controsenso / L'uomo con gli uncini (stagione 1-3), interpretato da Usman Ally, doppiato da Marco Fumarola.
- Creatura di sesso sconosciuto (stagione 1-3), interpretato da Matty Cardarople, doppiato da Gerry Gherardi.
- Eleanora Poe (stagione 1-2), interpretata da Cleo King, doppiata da Anna Cugini.
- L'uomo calvo (stagione 1-3), interpretato da John DeSantis, doppiato da Alessandro Messina.
- Le due donne incipriate (stagione 1-3), interpretate da Jacqueline Robbins e Joyce Robbins, doppiate da Cristina Piras e Stefania Romagnoli.
- Jacquelyn (stagione 1-2), interpretata da Sara Canning, doppiata da Ilaria Latini.
- Larry (stagione 1-3), interpretato da Patrick Breen, doppiato da Luigi Scribani.
- Olivia Caliban (stagione 2), interpretata da Sara Rue, doppiata da Valentina Favazza.
- Jacques Snicket (stagione 2), interpretato da Nathan Fillion, doppiato da Massimiliano Virgilii.
- Esmé Squalor (stagione 2-3), interpretata da Lucy Punch, doppiata da Benedetta Ponticelli.
- Kit Snicket (stagioni 2-3), interpretata da Allison Williams, doppiata da Chiara Gioncardi.

### Guest star

#### Personaggi introdotti nella prima stagione
- Giudice Strauss (stagione 1, 3), interpretata da Joan Cusack, doppiata da Cinzia De Carolis.
- Gustav Sebald (stagione 1, guest stagione 2), interpretato da Luke Camilleri, doppiato da Guido Di Naccio.
- Montgomery "Monty" Montgomery (stagione 1, guest stagione 2), interpretato da Aasif Mandvi, doppiato da Gianluca Tusco.
- Town Father (stagione 1), interpretato da Patrick Keating.
- Josephine Anwhistle (stagione 1, guest stagione 2), interpretata da Alfre Woodard, doppiata da Alessandra Cassioli
- Tassista (stagione 1), interpretato da Rob Labelle, doppiato da Alberto Caneva.
- Evander (stagione 1), interpretato da Keith Blackman Dallas, doppiato da Dimitri Winter.
- Ike Anwhistle (stagione 1, guest stagione 2), interpretato da Barry Sonnenfeld.
- Signore (stagione 1), interpretato da Don Johnson, doppiato da Mario Cordova.
- Dr. Georgina Orwell (stagione 1, guest stagione 2), interpretata da Catherine O'Hara, doppiata da Cristina Boraschi.
- Charles (stagione 1), interpretato da Rhys Darby, doppiato da Sergio Lucchetti.
- Jimmy (stagione 1), interpretato da Timothy Webber, doppiato da Pieraldo Ferrante.
- Phil (stagioni 1, 3), interpretato da Chris Gauthier, doppiato da Massimo De Ambrosis.
- Norma Rae (stagione 1), interpretata da Loretta Walsh, doppiata da Alessandra Chiari.
- Cesar (stagione 1), interpretato da Trent Redekop, doppiato da Luca Graziani.
- Venditore di pesce (stagione 1), interpretato da Daniel Handler.

#### Personaggi introdotti nella seconda stagione
- Nero Feint (stagione 2-3), interpretato da Roger Bart, doppiato da Massimo Lodolo.
- Carmelita Spats (stagione 2-3), interpretata da Kitana Turnbull, doppiata da Sara Labidi.
- Miss Tench (stagione 2), interpretata da Bronwen Smith, doppiata da Daniela Amato.
- Signor Remora (stagione 2), interpretato da Malcolm Stewart, doppiato da Nicola Braile.
- Mrs. Bass (stagione 2), interpretata da BJ Harrison, doppiata da Angiola Baggi.
- Mr. Tammerlane (stagione 2), voce originale di Barry Sonnenfeld, doppiato da Federico Melis.
- Jerome Squalor (stagioni 2-3), interpretato da Tony Hale, doppiato da Lorenzo Scattorin.
- Hector (stagione 2), interpretato da Ithamar Enriquez, doppiato da Stefano Onofri.
- Vecchia Annabelle (stagione 2), interpretata da Mindy Sterling, doppiata da Daniela Debolini.
- Vecchia Jemma (stagione 2-3), interpretata da Carol Mansell, doppiata da Graziella Polesinanti.
- Vecchio Sam (stagione 2), interpretato da Ken Jenkins, doppiato da Emilio Cappuccio.
- Mrs. Morrow (stagione 2), interpretata da Lossen Chambers, doppiata da Vanina Marini.
- Mr. Lesko (stagione 2), interpretato da Kevin Chamberlin, doppiato da Emidio La Vella.
- Milt (stagione 2), interpretato da Serge Houde.
- Lou (stagione 2), interpretato da Gabe Khouth.
- Leader Barbuto dei Volontari Festaioli (stagione 2), interpretato da John Bobek, doppiato da Patrizio Prata.
- Babs (stagione 2-3), interpretata da Kerri Kenney-Silver, doppiata da Antonella Giannini.
- Hal (stagione 2), interpretato da David Alan Grier, doppiato da Diego Reggente.
- Kevin (stagioni 2-3), interpretato da Robbie Amell, doppiato da Maurizio Merluzzo.
- Hugo (stagione 2-3), interpretato da Kevin Cahoon, doppiato da Daniele Blandino.
- Colette (stagione 2-3), interpretata da Bonnie Morgan, doppiata da Elena Morara.
- Mr. Willums (stagione 2), interpretato da David Burtka, doppiato da Maurizio Fiorentini.
- Mrs. Willums (stagione 2), interpretata da Jill Morrison, doppiata da Daniela Cavallini.
- Trixie e Skip Willums (stagione 2), interpretati da Harper Burtka-Harris e da Gideon Burtka-Harris, doppiati entrambi da Ginevra Sgamuffa.

#### Personaggi introdotti nella terza stagione
- Uomo senza capelli ma con la barba (stagione 3), interpretato da Richard E. Grant, doppiato da Gianni Giuliano.
- Donna con i capelli ma senza la barba (stagione 3), interpretata da Beth Grant, doppiata da Ada Maria Serra Zanetti.
- Fiona Controsenso (stagione 3), interpretata da Kassius Nelson, doppiata da Maria Giulia Ciucci.
- Dewey Climax (stagione 3), interpretato da Max Greenfield, doppiato da Gianfranco Miranda.
- Frank Climax (stagione 3), interpretato da Max Greenfield, doppiato da Gianfranco Miranda.
- Ernest Climax (stagione 3), interpretato da Max Greenfield, doppiato da Gianfranco Miranda.
- Ishmael (stagione 3), interpretato da Peter MacNicol.
- Beatrice (stagione 3), interpretata da Morena Baccarin, doppiata da Vanina Marini.

## Produzione
Nel novembre 2014 venne annunciato che Netflix, in associazione con Paramount Television, avrebbe adattato i romanzi della serie Una serie di sfortunati eventi in una serie televisiva. L'autore dei romanzi Daniel Handler figura tra i produttori esecutivi.
Il 4 settembre 2015 Barry Sonnenfeld e Mark Hudis vennero annunciati come produttori esecutivi; Hudis sarebbe stato inoltre showrunner della serie. Nel gennaio 2016 Netflix annunciò che Hudis aveva lasciato il progetto, e che non era ancora stato trovato un nuovo showrunner. Sonnenfeld e Handler vennero confermati come parte del progetto.
La prima stagione di otto episodi copre i primi quattro libri della serie, adattati in due episodi ciascuno. Nel gennaio 2017 Handler rivelò di essere al lavoro sulla seconda stagione, composta da 10 episodi che copriranno dal quinto al nono libro della serie. Nel marzo 2017 Netflix annunciò ufficialmente di avere rinnovato la serie per una seconda stagione. Nell'aprile 2017 Netflix rinnovò la serie per una terza stagione, che adatterà i restanti quattro libri della serie. Nel gennaio 2018 Netflix ha ufficialmente annunciato la data d'uscita della seconda stagione, prevista per il 30 marzo 2018, e ha ufficializzato l'inizio delle riprese della terza stagione il 5 gennaio. Il 1º febbraio 2018, Neil Patrick Harris ha annunciato che la terza stagione sarà l'ultima.

### Casting
Nel gennaio 2016 venne riportato che Neil Patrick Harris era in trattative per interpretare il conte Olaf, mentre Malina Weissman e Louis Hynes vennero scelti per interpretare Violet e Klaus Baudelaire.
Nel marzo 2016 Harris venne confermato nel ruolo di Olaf, e K. Todd Freeman e Patrick Warburton entrarono nel cast rispettivamente come Mr. Poe e Lemony Snicket. Nello stesso mese Aasif Mandvi venne scelto come interprete di Montgomery Montgomery. Nell'ottobre 2016 è stata rivelata la presenza nel cast di Joan Cusack, interprete della giudice Strauss. Fanno parte del cast anche Catherine O'Hara, Don Johnson, Alfre Woodard e Rhys Darby. O'Hara aveva già interpretato il giudice Strauss nel film del 2004.

### Colonna sonora
La sigla della serie è composta da Nick Urata e Daniel Handler e cantata da Neil Patrick Harris nella versione originale, da Nanni Baldini nella versione italiana. La colonna sonora della serie è composta da James Newton Howard e anticipa, attraverso una serie di messaggi, quello che succederà nella puntata.

## Distribuzione
La serie è disponibile su Netflix in tutti i territori in cui il servizio è disponibile, anche in risoluzione Ultra HD 4K. La prima stagione è stata interamente pubblicata il 13 gennaio 2017. La seconda stagione è uscita il 30 marzo 2018. La terza stagione è stata pubblicata il 1º gennaio 2019.

## Accoglienza
La serie è stata accolta molto positivamente dalla critica televisiva. Sull'aggregatore di recensioni Rotten Tomatoes la prima stagione ha un indice di gradimento del 94% basato su 17 recensioni, con un voto medio di 8.14 su 10. Il commento del sito recita: "Gradevolmente dark, Una serie di sfortunati eventi uguaglia il materiale narrativo di origine e il suo tono, regalando agli spettatori una commedia gotica secca e meravigliosamente strana". Su Metacritic ha un voto medio di 84 su 100 basato su 11 recensioni.
Sonia Saraiya di Variety ha lodato la serie, definendola uno "strano, meraviglioso capolavoro –– una buffa dramedy gotica che potrebbe benissimo essere il risultato di ciò che accadrebbe se Wes Anderson e Tim Burton decidessero di fare una serie televisiva insieme". Neil Genzlinger del The New York Times ha scritto: "L'intera iniziativa è confezionata con un look da grande produzione e servita con rispetto nei confronti dell'abilità delle menti giovani di cogliere l'umorismo non convenzionale e fuori luogo, la stessa qualità che ha reso così apprezzati". Ben Travers di Indiewire ha lodato l'interpretazione di Harris, definita "ampiamente variegata eppure perfettamente misurata", e "l'occhio attento di Sonnenfeld per i dettagli viziosi in mezzo a una storia basata sull'amore e sulla speranza". David Wiegand del San Francisco Chronicle ha affermato che la serie "esige di essere vista tutta d'un fiato. Che voi siate dei bambini o che siate giovani nell'animo, ridacchierete così tanto di fronte alle scanzonate malefatte melodrammatiche di ogni episodio che passerete subito all'episodio successivo".